# (3512) Eriepa
(3512) Eriepa est un astéroïde de la ceinture principale.

## Description
(3512) Eriepa est un astéroïde de la ceinture principale. Il fut découvert le 8 janvier 1984 à la station Anderson Mesa par Joe Wagner. Il présente une orbite caractérisée par un demi-grand axe de 2,25 UA, une excentricité de 0,25 et une inclinaison de 7,5° par rapport à l'écliptique.

## Compléments